# Курганов Валерій Володимирович
Валерій Володимирович Курганов (нар. 15 грудня 1966) — радянський та український футболіст та арбітр, виступав на позиції півзахисника.

## Кар'єра гравця
Вихованець ДЮСШ № 2 міста Олександрії. У дорослому футболі дебютував 1990 року в складі новоствореної олександрійської «Поліграфтехніки», яка того сезону виграла чемпіонат Кіровоградської області. У 1991 році команда дебютувала в змаганнях КФК і відразу ж стала переможцем зони, а у фінальному турнірі, який проходив у Маріуполі, стала бронзовим призером чемпіонату, що дало їй право наступного сезону грати в першій лізі національного чемпіонату України. Валерій того сезону не був гравцем основи, але зіграв у 8-ми матчах чемпіонату. У 1992 році олександрійці взяли участь в першому розіграші Першої ліги України, де посіли 3-тє. Проте Курганов на той час у команді вже не виступав. У сезоні 1992/93 років Валерій переважно виступав у футболці олександрійського «Кранобудівника», який того сезону виступав в аматорському чемпіонаті України. В цьому турнірі відзначився 1 голом. Проте в професіональному футболі того сезону Курганов дебютувати зумів (у футболці «Поліграфтехніки») — 7 жовтня 1992 року в програному (0:5) виїзному поєдинку 1/16 фіналу кубку України проти харківського «Металіста». Валерій вийшов на поле в стартовому складі, а на 46-й хвилині його замінив Юрій Романов. Окрім цього, в сезоні 1992/93 років виступав за «Поліграфтехніку-2» в аматорському чемпіонаті України. У футболці другої команди поліграфів відзначився 3-ма голами. Сезон 1993/94 років провів у складі іншого клубу з Кіровоградщини, знам'янського «Локомотива», який також виступав в аматорському чемпіонаті України. У футболці «локо» зіграв у 11-ти матчах чемпіонату.
Сезон 1994/95 років розпочав у складі южноукраїнської «Олімпії ФК АЕС», яка виступала в аматорському чемпіонаті України. Зіграв 3 поєдинки в чемпіонаті. Після цього перейшов до третьолігового кременчуцького «Вагонобудівника». У складі кременчуцького колективу дебютував у третій лізі, в якій провів 5 поєдинків, ще 1 поєдинок зіграв у кубку України.

## Кар'єра арбітра та суддівського спостерігача
По завершенні кар'єри гравця після нетривалої паузи розпочав кар'єру футбольного арбітра. Працював переважно як головний арбітр. В цій ролі дебютував 7 квітня 1998 року в поєдинку 19-го туру групи Б Другої ліги «Гірник-спорт» (Комсомольськ) - «Портовик» (Іллічівськ) (1:0). У період з 1999 по 2006 рік відсудив 77 поєдинків Вищої ліги. Також обслуговував поєдинки Першої та Другої ліг чемпіонату України. Останній поєдинок в кар'єрі арбітра провів 17 червня 2006 року — «Житичі» - «Десна» Чернігів (0:2). Протягом суддівської кар'єри провів 167 поєдинків (146 — як головний арбітр та 21 — як лайнсмен).
З 2008 року працює спостерігачем арбітражу при Комітеті арбітрів ФФУ на поєдинках чемпіонату України. З 2018 року спостерігає за арбітражем на матчах української Прем'єр-ліги.

## Кар'єра тренера
У 2009 році працював тренером у ДЮФК «Аметист-2001» (Олександрія).

## Освіта
Закінчив Великолукський інститут фізичної культури та Відкритий міжнародний університет розвитку людини.